# USS The Sullivans (DDG-68)

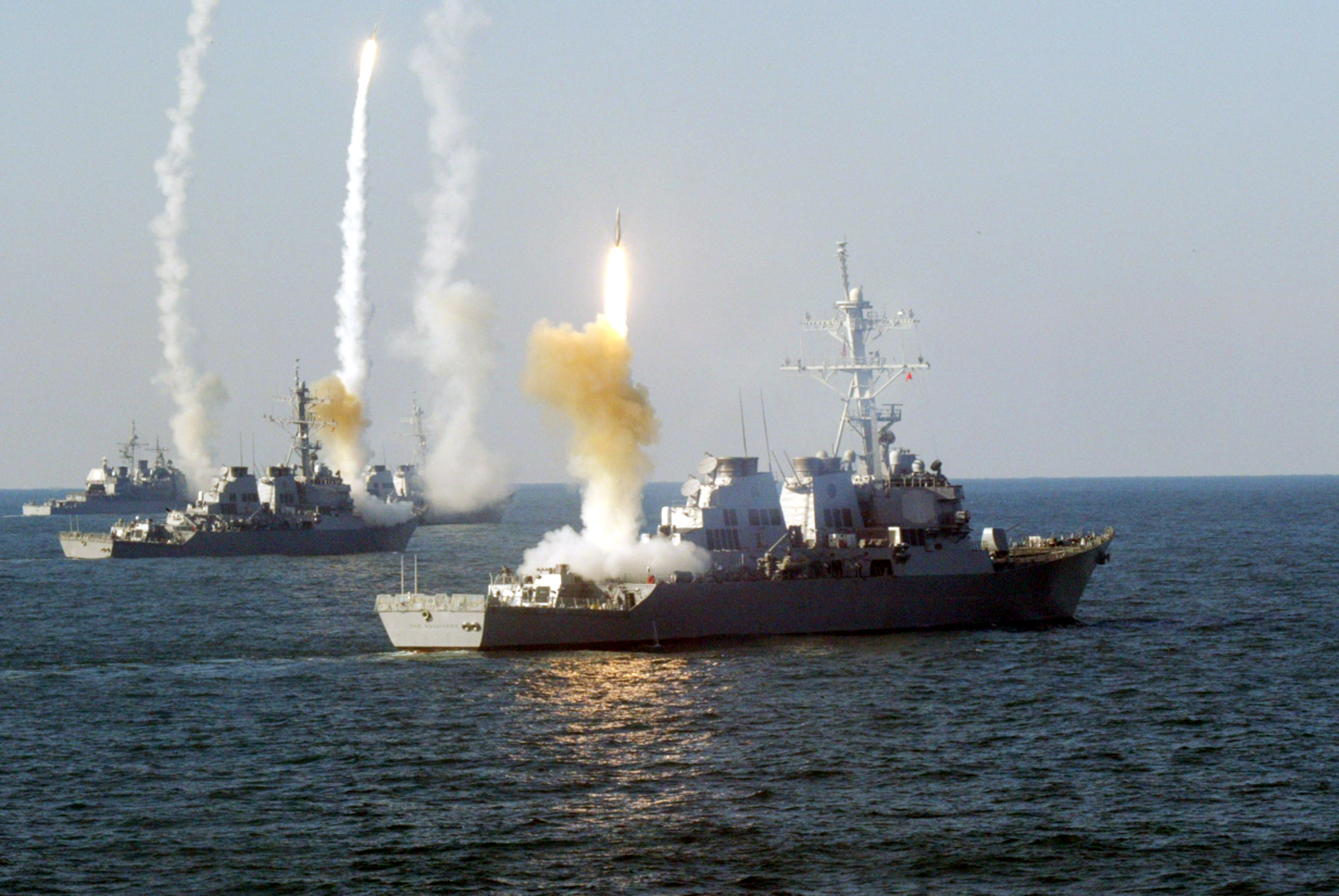
O USS The Sullivans disparando um míssil Tomahawk com outros navios de sua classe durante um treinamento.

O USS The Sullivans é um destroyer da classe Arleigh Burke pertencente a Marinha de Guerra dos Estados Unidos. Em 2000, um grupo de terroristas da Al Qaeda tentou atacar o navio mas fracassou.